# ドッペルゲンガー・ドメイン
ドッペルゲンガー・ドメインとは、正規の完全修飾ドメイン名（FQDN）と同じ綴りだが、ホスト/サブドメインと上位ドメインのラベル間のドットを欠き、悪意のある目的で使われるドメイン名である。

## 概要
タイポスクワッティングの従来の攻撃ベクトルは、Webを介したマルウェアの配布や認証情報の取得するものである。ほかに電子メールやSSH、RDP、VPNなどのリモート・アクセス・サービスといった攻撃ベクトルも利用もあり得る。米国Godai Groupによるドッペルゲンガー・ドメインに関するホワイトペーパーでは、ドッペルゲンガー・ドメインにより誰にも気付かれることなく多数の電子メールを収集できることを示している。

## 例
ある人のメールアドレスが「someone@finance.somecompany.example」の場合、そのドッペルゲンガー・ドメインは「financesomecompany.example」となる。この場合、誰かがその利用者に電子メールを送信しようとして、「finance」のあとのドットを忘れた場合（someone@financesomecompany.example）、正規の利用者ではなくドッペルゲンガー・ドメインに送信されることになる。